# ریستو سیلاسما
ریستو سیلاسما، (به فنلاندی: Risto Siilasmaa) (زاده ۱۹۶۶) کارآفرین، سرمایه‌گذار و مدیر ارشد اجرایی فنلاندی است، که اکنون به‌عنوان رییس هیئت مدیره شرکت نوکیا فعالیت می‌نماید. وی مدیرعامل پیشین شرکت اف‌سکیور می‌باشد.